# Svetlana Bojković
Svetlana „Ceca” Bojković (ur. 14 grudnia 1947 w Belgradzie) – serbska aktorka teatralna i filmowa.

## Życiorys
W 1970 ukończyła studia aktorskie na Wydziale Aktorskim Akademii Sztuk w Belgradzie. Występowała w teatrze Atelje 212. Zadebiutowała na dużym ekranie w 1967 niewielką rolą w filmie Jednog dana moj Jamele. Największe sukcesy osiągnęła w latach 70. Za rolę Miki w filmie Pas koji je voleo vozove zdobyła nagrodę dla najlepszej aktorki na Festiwalu Filmowym w Puli. W latach 90. jej popularność ugruntowały role w popularnych serialach telewizyjnych. W 2003 została uhonorowana nagrodą Žanki Stokić. W 2014 otrzymała nagrodę Branislava Nusicia, przyznawaną za wybitne role komediowe.

## Życie prywatne
Aktorka była trzykrotnie zamężna. Od 2011 jest żoną dyplomaty Slavko Kruljevicia. W 2012 zawiesiła swoją karierę artystyczną i wyjechała z mężem mianowanym ambasadorem Serbii w Finlandii na placówkę w Helsinkach. Ma córkę Katarinę (ur. 1972), także aktorkę, ze związku z aktorem Milošem Žuticiem.

## Role filmowe (wybór)
- 1967:Јеdnog dana moj Jamele
- 1967:Pod staklenim zvonom
- 1968:Ljubitelj golubova
- 1968:Prvoklasni haos
- 1968:Ledeno ljeto
- 1969:Veličanstveni rogonja
- 1969:Оbična priča
- 1969:Preko mrtvih jako Olga
- 1970:Protekcija jako Draginja
- 1970:Djido jako Ljubica
- 1971:Кuda idu divlje svinje jako Vera
- 1972:Sami bez andjela
- 1972:Nesreća jako Milena
- 1973:Naše priredbe jako Stela Budičin
- 1973:Оbraz uz obraz jako Ceca
- 1973:Pozorište u kući 2 jako Beba
- 1975:Otpisani jako Olivera
- 1977:Pies, który lubił pociągi jako Mika
- 1978:Povratak otpisanih jako Stana
- 1981:Crvena kraljica jako Magda Mihajlović
- 1983:Priče iz fabrike jako Svjetlana Pašić
- 1989:Bolji život jako Emilja Popadić
- 1994:Vukovar, jedna priča jako Vilma
- 1996:Filumena Marturano jako Filumena Marturano
- 2002:Zona Zamfirova jako Jevda
- 2006:Šejtanov ratnik jako Latinka
- 2010:Neke druge priče jako matka
- 2011:Мali ljubavni bog jako Marija
- 2016:Santa Maria della Salute jako Ana Salanacki
- 2017:Mamini sinovi jako Rozalija ‘Rosa’ Popović (serial telewizyjny)